# Nuova Eva

L'Immacolata Concezione - Giovanni Battista Tiepolo

Nuova Eva (in latino Nova Eva) è un nome devozionale usato per la Vergine Maria, madre di Gesù Cristo, ed è forse il titolo dottrinale più antico, utilizzato già nella Chiesa primitiva . I padri della Chiesa orientali e occidentali esprimono allo stesso modo il messaggio dottrinale che risale ai tempi apostolici e che costituisce l'insegnamento universale della Chiesa: la dottrina della necessaria partecipazione di Maria alla redenzione dell'umanità in qualità di Nuova Eva. 

## Padri della Chiesa primitiva
I Primi Padri fecero riferimento a San Paolo e d in particolare alla sua Lettera ai Galati 4: 4-5: 
"Ma quando venne la pienezza del tempo, Dio mandò il suo Figlio, nato da donna, nato sotto la Legge, per riscattare quelli che erano sotto la Legge, perché ricevessimo l'adozione a figli".
e la collegavano alla donna di cui si parla nella Genesi 3:15:
"Io porrò inimicizia tra te e la donna,
tra la tua stirpe e la sua stirpe:
questa ti schiaccerà la testa e tu le insidierai il calcagno".
Ireneo di Lione nella sua "Contro le Eresie" (5.21.1), seguito da molti altri Padri della Chiesa, interpretò il versetto come riferito a Cristo.
 

San Giustino fu tra i primi a tracciare un parallelo tra Eva e Maria, facendolo derivare dal suo confronto tra Adamo e Gesù. Nel suo Dialogo con Trifone, probabilmente scritto tra il 155 e il 157, spiega: 
 "Si fece uomo dalla Vergine,  affinché per quella stessa via per laquale, originata dal serpente, ebbe principio la disobbedienza, per la medesima via venisse similmente distrutta. Eva infatti, essendo vergine e incorrotta,  dopo aver concepito la parola del serpente,  partorì disobbedienza e morte.  Invece Maria,  la Vergine,  dopo aver accolto fede e gioia  –  avendole recato l’angelo Gabriele il lieto annunzio che lo Spirito del Signore sarebbe venuto sopra di lei e l’avrebbe adombrata la Virtù dell’Altissimo e che perciò il nato da lei santo sarebbe Figlio di Dio – rispose: “Mi avvenga secondo la tua parola” (Lc1,83). Da lei è nato Costui, del quale abbiamo mostrato che tante Scritture parlano:  per mezzo del quale Dio annienta sia il serpente che gli angeli e gli uomini a lui simili,  ma opera la liberazione dalla morte incoloro che si pentono delle opere malvagie e credono in Lui"  (Dialogo,100. PG 6, 709-712) 
 Anche Sant'Ireneo, vescovo di Lione, lo riprende, in "Contro le Eresie", scritto intorno all'anno 182: 

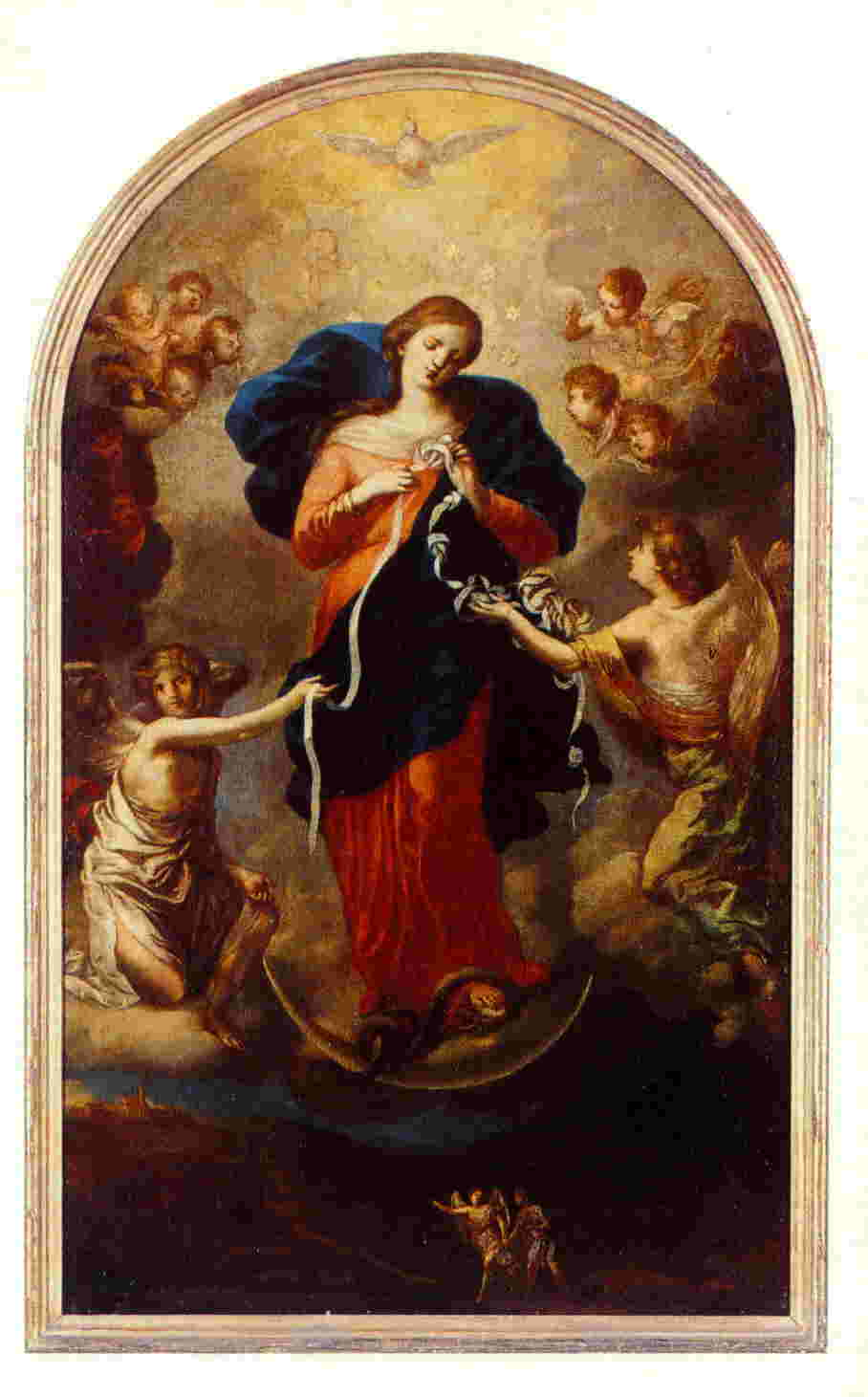
Maria che scioglie i nodi

 "In accordo con questo disegno, Maria Vergine viene trovata ubbidiente, dicendo: “Ecco l'ancella del Signore; sia per me secondo la tua parola. " (Luca 1:38) Ma Eva era disobbediente; poiché non ubbidiva quando era ancora vergine. ... essendo diventata disobbediente, è stata resa la causa della morte, sia per se stessa che per l'intera razza umana; così fece anche Maria, che era già promessa ad un uomo, ed essendo tuttavia vergine, essendo obbediente, divenne la causa della salvezza, sia per se stessa che per l'intera razza umana. E per questo motivo, la legge definisce una donna promessa sposa di un uomo, la moglie di lui che l'aveva promessa sposa, sebbene fosse ancora vergine; indicando così il riferimento da Maria a Eva. . . Per il Signore, essendo nato "il Primo generato dai morti", (Apocalisse 1: 5) e ricevendo nel suo seno gli antichi padri, li ha rigenerati nella vita di Dio, essendo stato reso se stesso l'inizio di quelli che vivono, come Adamo divenne l'inizio di coloro che muoiono. (1 Corinzi 15: 20-22) Pertanto anche Luca, iniziando la genealogia con il Signore, la riportò su Adamo, indicando che fu Lui a rigenerarli nel Vangelo della vita, e non loro. E così anche il nodo della disobbedienza di Eva fu sciolto dall'obbedienza di Maria. Per quello che la vergine Eva aveva legato in fretta per l'incredulità, ciò fece liberare la vergine Maria attraverso la fede". 

## Periodo medievale

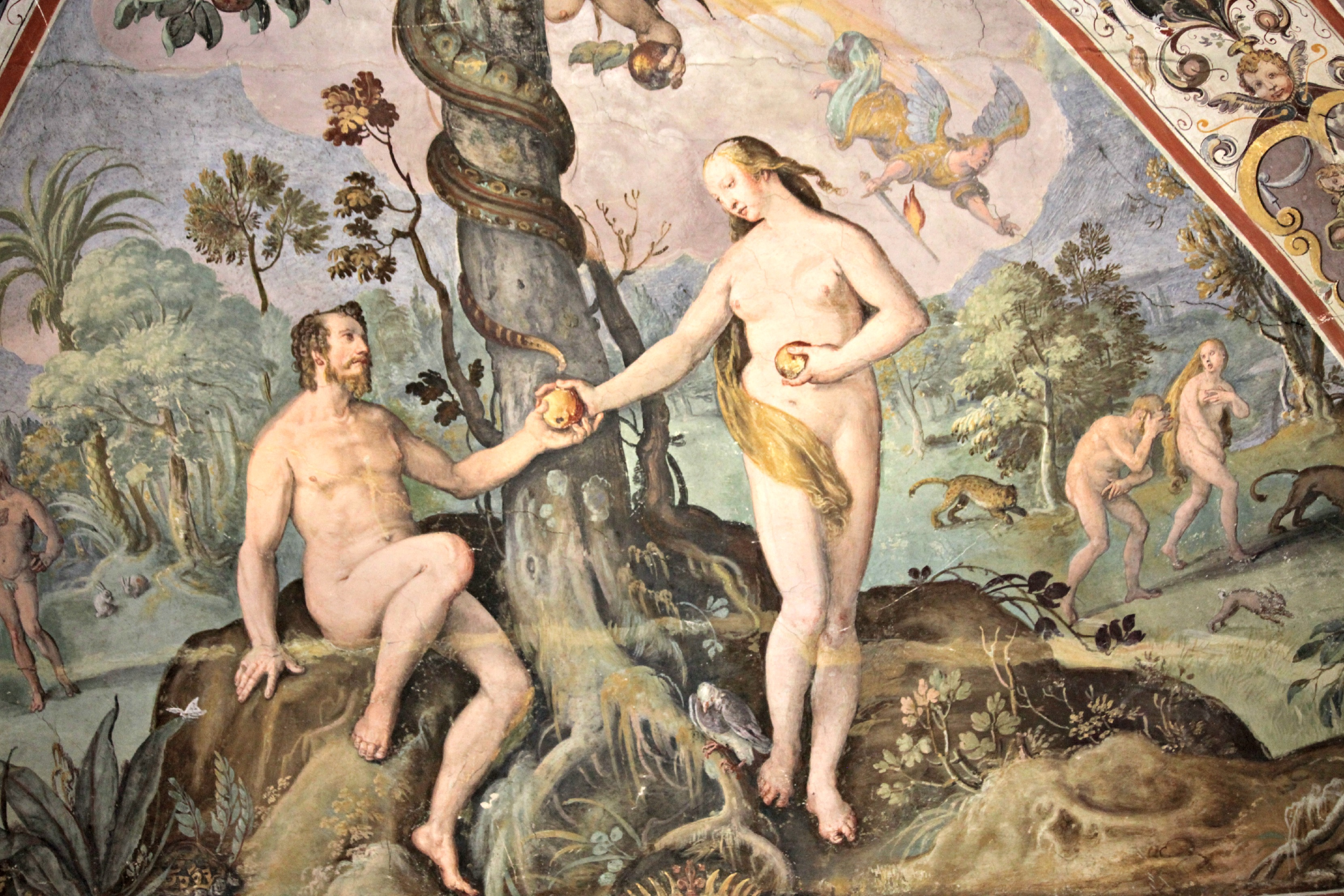
Il peccato originale - Giovanni Stradano, 1583

Nell'alto medioevo, dopo il Concilio di Efeso che dichiarò Maria la "Teotokos", cioè la "Madre di Dio", vi fu un aumento della devozione mariana  . L'ascesa del monachesimo preservò le opere dei primi padri. 
Secondo Luigi Gambero, i sermoni tendevano a seguire una forma standard: 
"... il peccato dei nostri primi genitori, 
il parallelo Eva-Maria, 
l'Annunciazione dell'angelo a Maria e l'Incarnazione del Figlio di Dio, 

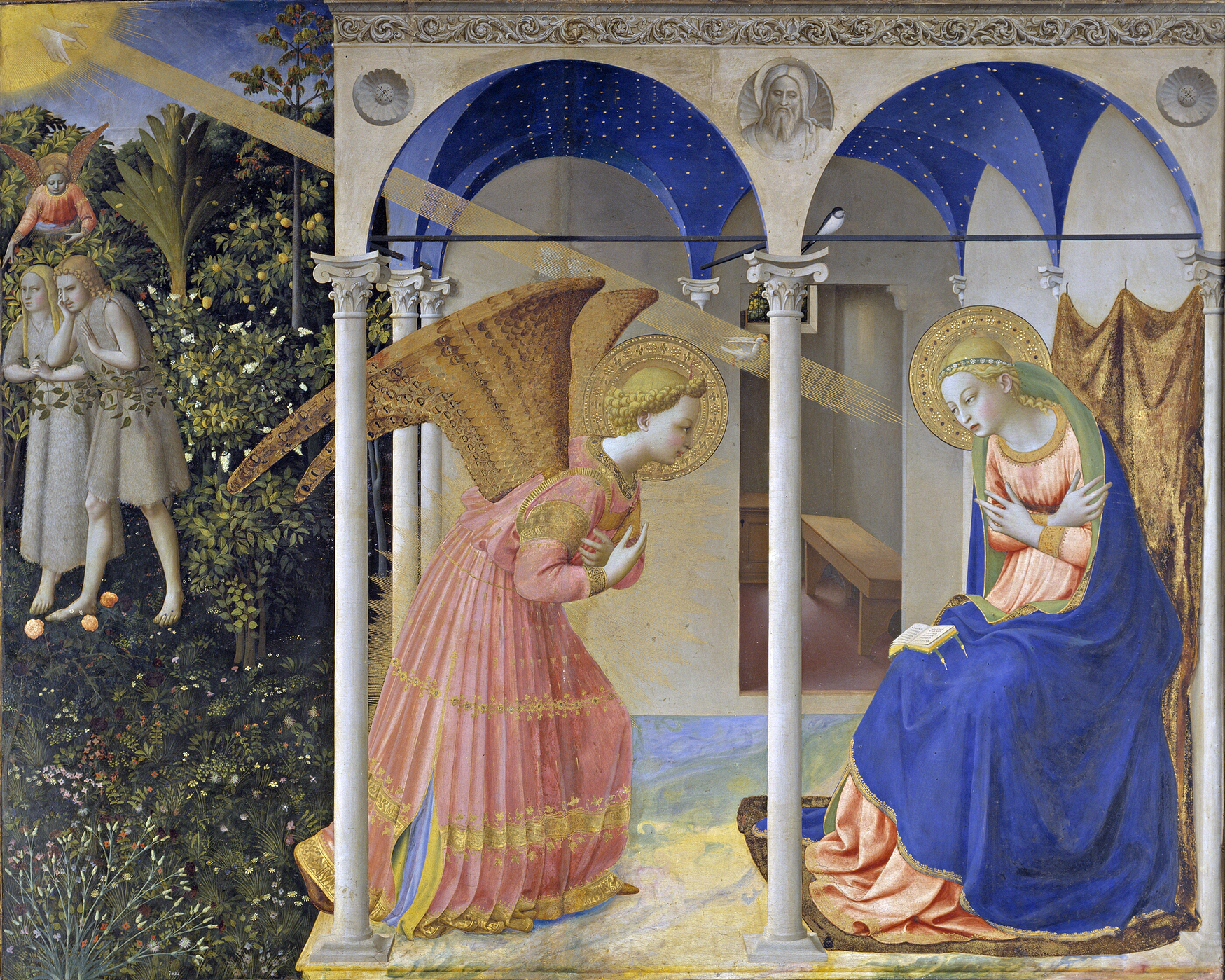
L'Annunciazione - Beato Angelico. Sul lato sinistro: la cacciata di Adamo ed Eva dal Paradiso Terrestre dopo il peccato originale.

la nascita di Cristo. . . "

## Età Moderna
Nella costituzione apostolica del 1854, Ineffabilis Deus, promulgando il dogma dell'Immacolata Concezione, Papa Pio IX fece riferimento all'opinione dei Padri: 
 "Quindi, per dimostrare l'innocenza e la santità originali della Madre di Dio, non solo la confrontavano spesso con Eva mentre era ancora vergine, mentre tuttavia l'innocenza, mentre era ancora incorrotta, mentre non era ancora ingannata dai lacci mortali del serpente più infido ; ma l'hanno anche esaltata sopra Eva con una meravigliosa varietà di espressioni. Eva ascoltò il serpente con conseguenze deplorevoli; cadde dall'innocenza originale e divenne la sua schiava. La Vergine Santissima, al contrario, ha mai aumentato il suo dono originale, e non solo non ha mai prestato orecchio al serpente, ma con il potere divino ha completamente distrutto la forza e il dominio del malvagio".  

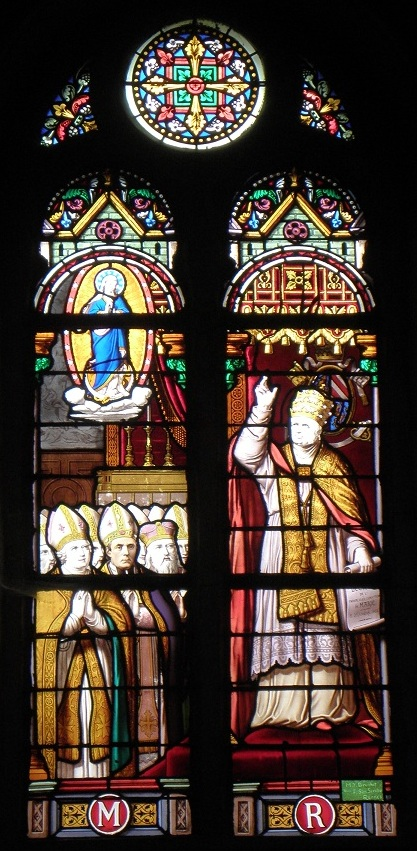
Pio IX proclama il dogma dell'Immacolata Concezione l'8 dicembre 1854. Vetrata nella chiesa di Bécherel - Francia

 Nell'esortazione apostolica del 1974 Marialis Cultus, Papa Paolo VI vide Maria come la seconda Eva accanto e subordinata a Cristo, il secondo Adamo. Come seconda Eva, è la nuova donna, l'espressione definitiva di ciò che deve essere umano. In Maria vediamo il progetto che Dio ha per il suo popolo. "Ci è stata data in pegno e garanzia che il piano di Dio in Cristo è già stato realizzato in una creatura".
Il breviario romano contiene una messa in cui viene descritta Maria, "Maria, la nuova vigilia, è il primo discepolo della nuova legge".
Appare in questo modo come Corredentrice, "con il Redentore". All'interno dell'insegnamento della Chiesa si trova la dottrina di Maria come Corredentrice, lo strumento con cui l'umanità è stata redenta. Attingendo dall'Antico Testamento, la Chiesa trova Eva co-peccatrice, "con il peccatore", perché fu Eva a dare liberamente lo "strumento" della caduta . È Eva che ha dato il "frutto proibito" ad Adamo, "il Peccatore", il cui peccato come padre della razza umana ha portato alla perdita della grazia per la razza umana. Questo rende Maria Corredentrice perché ha dato liberamente lo strumento della Redenzione nel suo Fiat, nel mettere a disposizione il suo corpo per portare Gesù Cristo, il nostro Redentore. Sant'Efrem chiamò Maria "il prezzo della redenzione dei prigionieri", ed è in questo modo che la Chiesa la considera "Madre dei Viventi". Attraverso la sua obbedienza e fede, Maria divenne la Nuova Eva come Corredentrice. (San Tommaso d'Aquino, Summa Theologica) 

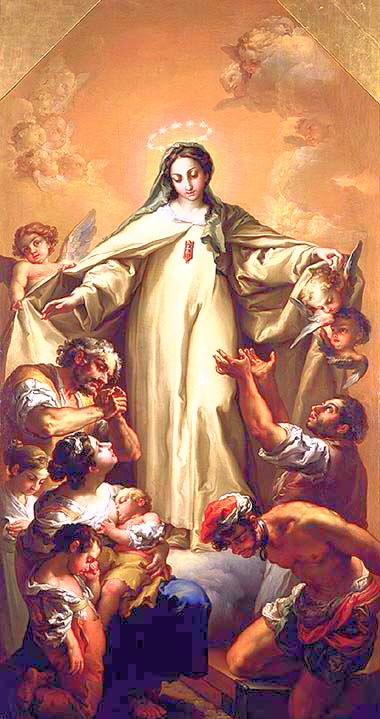
Nostra Signora della Mercede

Ulteriori citazioni e poesie sulla Nova Eva:
“Una vergine,
un pezzo di legno,
e ora la morte simboleggia la nostra sconfitta.
Vedi ora come queste tre cose
sono diventate per noi un principio di vita.
Per Eva c'è Maria;
per l'albero della conoscenza del bene e del male
c'è il legno della Croce;
per la morte di Adamo c'è la morte di Cristo.
Vedi il demone prostrato dalle stesse armi
che lo hanno reso vittorioso? ”
Anfilochio di Iconium, a Natale: 

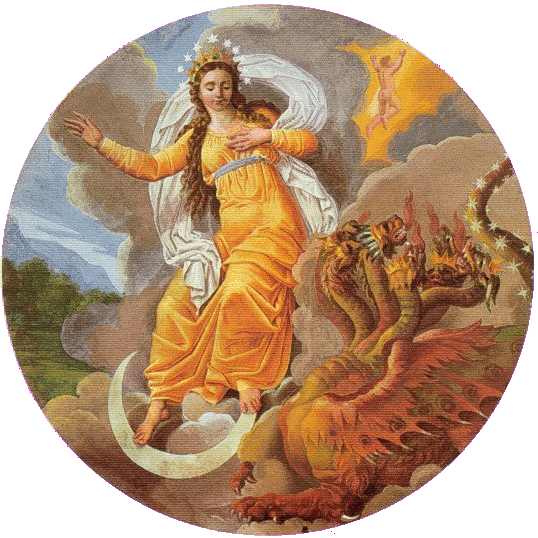
La Donna e il Drago - Agostino Comerio

"O Maria, O Maria, Creatore di tutte le cose era il tuo Figlio primogenito! O umanità, che divenne la sostanza corporea della Parola e per questa ragione divenne più onorevole delle virtù spirituali del cielo! Perché Cristo non voleva vestirsi nella forma di arcangeli o nella forma delle figure immateriali dei principati, delle virtù e dei poteri; piuttosto, attraverso di te, si rivestì della tua forma, che era caduta e divenne simile a quella degli animali bruti. ... ma dove si trova quel drago ostile e sconcertato? Dov'è quel drago maledetto ed esecrabile, che aveva sostenuto che questo trono sarebbe stato elevato alle altezze del cielo?"
Sedulio (m. 440-450 circa): 
"A causa di un solo uomo, tutti i suoi discendenti perirono; E tutti sono salvati a causa di un solo uomo. A causa di una donna, la porta mortale si aprì; E la vita è tornata, a causa di una donna." (Elegia) 
"Siamo la progenie cieca dei figli della pietosa Eva, portando con noi le ombre nate da un errore secolare. Ma quando Dio si degnò di assumere la forma mortale di una natura umana, allora uscì dalla Vergine un mondo di salvezza".